# Naturschutzgebiet Langenbergsiepen
Das Naturschutzgebiet Langenbergsiepen mit einer Größe von 2,36 ha liegt im Arnsberger Wald im Gemeindegebiet von Bestwig. Das Gebiet wurde 2008 mit dem Landschaftsplan Bestwig durch den Hochsauerlandkreis als Naturschutzgebiet (NSG) ausgewiesen. Die nördliche NSG-Grenze ist gleichzeitig Gemeinde- und Kreisgrenze. Nördlich des NSG liegen die Stadt Rüthen und der Kreis Soest. 

## Gebietsbeschreibung
Beim NSG handelt es sich um das Bruchwaldgebiet mit der Quelle des Langenbergsiepen und den Bachlauf des Langenbergsiepen mit Aue bis zur Gemeindegrenze. Als NSG wurden die Bäche und deren Aue ausgewiesen. Beim Bruch handelt es sich um einen alten und teilweise torfmoosreichen Bruchwald mit Roterlen. Am Bach wachsen neben Erlen auch Rotfichten und Birken. Im NSG kommen seltene Tier- und Pflanzenarten vor.

## Schutzzweck
Das NSG soll das Langenbergsiepen mit seinem Bruchwaldgebiet und seinem Arteninventar schützen.
Wie bei allen Naturschutzgebieten in Deutschland wurde in der Schutzausweisung darauf hingewiesen, dass das Gebiet „wegen der Seltenheit, besonderen Eigenart und Schönheit des Gebietes“ zum Naturschutzgebiet wurde.